# Georges Pally
Pour les articles homonymes, voir Pally.
Maurice Georges Fouchard dit Georges Pally ou Pally, né à Paris 4e le 3 août 1886 et mort à Saint-Sauveur-sur-École (Seine-et-Marne) le 3 janvier 1954, est un acteur français.
Pendant trente ans, il fut un second rôle du cinéma français.

## Filmographie
| Année | Titre du film            | Réalisateur           | Rôle                           |
| ----- | ------------------------ | --------------------- | ------------------------------ |
| 1931  | Un soir, au front        | Alexandre Ryder       | Le conducteur                  |
| 1931  | Coquecigrole             | André Berthomieu      | Le directeur du théâtre        |
| 1932  | Cœur de lilas            | Anatole Litvak        | le client mécontent de l'hôtel |
| 1934  | Toboggan                 | Henri Decoin          |                                |
| 1936  | Une gueule en or         | Pierre Colombier      | Un domestique                  |
| 1937  | L'Habit vert             | Roger Richebé         | Le domestique                  |
| 1938  | Orage                    | Marc Allégret         | Le garçon de café              |
| 1938  | Entrée des artistes      | Marc Allégret         | Marty, le patron du café       |
| 1939  | Dédé la musique          | André Berthomieu      |                                |
| 1942  | Lettres d'amour          | Claude Autant-Lara    | Daronne                        |
| 1943  | L'Honorable Catherine    | Marcel L'Herbier      | Xavier                         |
| 1943  | Un seul amour            | Pierre Blanchar       |                                |
| 1944  | Service de nuit          | Jean Faurez           | Monsieur Sandoz                |
| 1946  | Pétrus                   | Marc Allégret         |                                |
| 1946  | Le capitan               | Robert Vernay         |                                |
| 1947  | Quai des Orfèvres        | Henri-Georges Clouzot | Poiret, le régisseur de l'Eden |
| 1947  | Copie conforme           | Jean Dréville         | Laprune                        |
| 1949  | Bonheur en location      | Jean Wall             | Le chauffeur                   |
| 1949  | Tête blonde              | Maurice Cam           | Le chauffeur                   |
| 1950  | La Souricière            | Henri Calef           | Un membre du conseil           |
| 1950  | Le 84 prend des vacances | Léo Joannon           | Le clochard                    |
| 1950  | Julie de Carneilhan      | Jacques Manuel        | Beaupied                       |
| 1950  | La Valse de Paris        | Marcel Achard         |                                |
| 1951  | Coq en pâte              | Charles-Félix Tavano  |                                |
| 1959  | La Tête contre les murs  | Georges Franju        |                                |

## Théâtre
- 1912 : Le Détour d'Henri Bernstein, Théâtre du Gymnase
- 1921 : Comédienne de Jacques Bousquet, Paul Armont, Théâtre des Nouveautés
- 1931 : La Banque Nemo de Louis Verneuil, Théâtre de la Michodière
- 1932 : 145, Wall Street de George S. Brooks et Walter B. Lister, Théâtre du Gymnase
- 1939 : Fascicule noir de Louis Verneuil, Théâtre des Célestins, Théâtre des Bouffes-Parisiens
- 1946 : La Route des Indes de Jacques Deval d'après Ronald Harwood, Théâtre des Ambassadeurs
- 1950 : Le Voyage de Henry Bataille, mise en scène Henri Bernstein, Théâtre des Ambassadeurs

## Distinctions
- Croix de guerre 1914–1918 avec citation à l'ordre du régiment[2].